# Röda och vita rosen
Röda och vita rosen (ibland Röda vita rosen) är en rollspelsliknande barnlek som innehåller skattjakt och tagande av fångar på de två lagens respektive territorium. Leken, som har sitt namn från Rosornas krig i 1400-talets England och William Shakespeares skildring av detta i sina krönikespel, spelar en stor roll i Astrid Lindgrens böcker om mästerdetektiven Kalle Blomkvist.